# ماري آن جاكسون
ماري آن جاكسون (بالإنجليزية: Mary Ann Jackson)‏ هي ممثلة أمريكية، ولدت في 14 يناير 1923 بلوس أنجلوس في الولايات المتحدة، وتوفيت بنفس المكان في 17 ديسمبر 2003.

## أعمال

### أفلام
- (1930) معلم الحيوانات الأليفة

## وصلات خارجية
- ماري آن جاكسون على موقع IMDb (الإنجليزية)
- ماري آن جاكسون على موقع ألو سيني (الفرنسية)
- ماري آن جاكسون على موقع أول موفي (الإنجليزية)
- ماري آن جاكسون على موقع قاعدة بيانات الأفلام السويدية (السويدية)
- ماري آن جاكسون على موقع قاعدة بيانات الفيلم (الإنجليزية)
- ماري آن جاكسون على موقع كينوبويسك (الروسية)